# Diecezja Sonsonate
Diecezja Sonsonate (łac. Dioecesis Sonsonatensis) – diecezja Kościoła rzymskokatolickiego w Salwadorze. Należy do metropolii San Salvador. Została erygowana 31 maja 1986 roku.

## Ordynariusze
- José Carmen Di Pietro Pésolo, S.D.B. (1986 - 1989)
- José Adolfo Mojica Morales (1989 - 2011)
- Fabio Reynaldo Colindres Abarca (2011 - 2012)
- Constantino Barrera Morales (2012 - )